# Louis Catteau
Louis Edouard Nestor Catteau (Nieuwkerke, 12 mei 1852 - Elsene, 7 februari 1916) was een Belgisch senator.

## Levensloop
Catteau was beheerder van vennootschappen.
In 1909 werd hij senator voor het arrondissement Brussel, na het overlijden van Emile De Mot. Hij oefende dit mandaat uit tot aan zijn eigen dood in 1916.